# Liste der Kulturdenkmäler in Sörth
In der Liste der Kulturdenkmäler in Sörth sind alle Kulturdenkmäler der rheinland-pfälzischen Ortsgemeinde Sörth aufgelistet. Grundlage ist die Denkmalliste des Landes Rheinland-Pfalz (Stand: 4. Mai 2023).

## Einzeldenkmäler
| Bezeichnung | Lage                | Baujahr                              | Beschreibung                                               | Bild            |
| ----------- | ------------------- | ------------------------------------ | ---------------------------------------------------------- | --------------- |
| Quereinhaus | Hauptstraße 17 Lage | 18. oder Anfang des 19. Jahrhunderts | Fachwerk-Quereinhaus, 18. oder Anfang des 19. Jahrhunderts | Fotos hochladen |